# Equipe Olímpica de Refugiados nos Jogos Olímpicos de Verão de 2020
Uma Equipe Olímpica de Refugiados competiu nos Jogos Olímpicos de Verão de 2020.

## Atletas
Em 8 de junho de 2021 foi divulgada a lista dos atletas.

-

| Atleta                        | País de origem     | País de asilo     | Esporte        | Evento          |
| ----------------------------- | ------------------ | ----------------- | -------------- | --------------- |
| Alaa Maso                     | Síria              | Alemanha          | Natação        | 50 m livre      |
| Yusra Mardini                 | Síria              | Alemanha          | Natação        | 100 m borboleta |
| Dorian Keletela               | República do Congo | Portugal          | Atletismo      | 100 m           |
| Rose Lokonyen                 | Sudão do Sul       | Quênia            | Atletismo      | 800 m           |
| James Chiengjiek              | Sudão do Sul       | Quênia            | Atletismo      | 800 m           |
| Anjelina Lohalith             | Sudão do Sul       | Quênia            | Atletismo      | 1500 m          |
| Paulo Amotun Lokoro           | Sudão do Sul       | Quênia            | Atletismo      | 1500 m          |
| Jamal Abdelmaji Eisa Mohammed | Sudão              | Israel            | Atletismo      | 5000 m          |
| Tachlowini Gabriyesos         | Eritrea            | Israel            | Atletismo      | Maratona        |
| Aram Mahmoud                  | Síria              | Países Baixos     | Badminton      | simples         |
| Wessam Salamana               | Síria              | Alemanha          | Boxe           | -63 kg          |
| Eldric Sella Rodriguez        | Venezuela          | Trinidad e Tobago | Boxe           | -75 kg          |
| Saeid Fazloula                | Irã                | Alemanha          | Canoagem       | K-1 1000 m      |
| Masomah Ali Zada              | Afeganistão        | França            | Ciclismo       | Time Trial      |
| Ahmad Wais                    | Síria              | Suíça             | Ciclismo       | Time Trial      |
| Sanda Aldass                  | Síria              | Países Baixos     | Judô           | Time misto      |
| Ahmad Alikaj                  | Síria              | Alemanha          | Judô           | Mixed team      |
| Muna Dahouk                   | Síria              | Países Baixos     | Judô           | Time misto      |
| Javad Mahjoub                 | Irã                | Canadá            | Judô           | Time misto      |
| Popole Misenga                | RD Congo           | Brasil            | Judô           | Time misto      |
| Nigara Shaheen                | Afeganistão        | Russia            | Judô           | Time misto      |
| Wael Shueb                    | Síria              | Alemanha          | Caratê         | Kata            |
| Hamoon Derafshipour           | Irã                | Canadá            | Caratê         | Kumite          |
| Luna Solomon                  | Eritrea            | Suíça             | Tiro           | 10 m air rifle  |
| Dina Pouryounes               | Irã                | Países Baixos     | Taekwondo      | -49 kg          |
| Kimia Alizadeh                | Irã                | Alemanha          | Taekwondo      | -57 kg          |
| Abdullah Sediqi               | Afeganistão        | Bélgica           | Taekwondo      | -68 kg          |
| Cyrille Fagat Tchatchet II    | Camarões           | Reino Unido       | Halterofilismo | -96 kg          |
| Aker Al-Obaidi                | Iraque             | Austria           | Lutas          | -67 kg          |